# چیس (ایندیانا)
چیس (به انگلیسی: Chase) یک منطقهٔ مسکونی در ایالات متحده آمریکا است که در شهرستان بنتون، ایندیانا واقع شده‌است. چیس ۱۰ نفر جمعیت دارد و ۲۲۵٫۸۶ متر بالاتر از سطح دریا واقع شده‌است.